# Гусейнов, Вагиф Алиовсат оглы
Вагиф Алиовсат оглы Гусейнов (азерб. Vaqif Əliövsət oğlu Hüseynov; 27 ноября 1942 — 3 июня 2024) — советский, азербайджанский и российский общественный и государственный деятель. Председатель Комитета государственной безопасности Азербайджанской ССР (1989—1991), генерал-майор. Прокуратурой Азербайджана обвинялся в государственных преступлениях. Президентом Азербайджана Гейдаром Алиевым был охарактеризован как предатель.

## Биография
Вагиф Гусейнов родился 27 ноября 1942 года в городе Куба (Азербайджанская ССР).
В 1970 году окончил факультет журналистики Азербайджанского государственного университета, после чего начал работать в качестве журналиста в ряде печатных органов, газетах — «Спорт», «Молодёжь Азербайджана», «Олимпийская панорама», а также на телевидении. С 1970 года — член Союза журналистов СССР.

### Партийная и государственная деятельность
С 1973 по 1978 годы — секретарь, затем первый секретарь ЦК ЛКСМ Азербайджана. С 1978 по 1980 годы являлся секретарём ЦК ВЛКСМ по международным вопросам в Москве. С 1980 по 1983 год — первый секретарь Бакинского городского комитета компартии Азербайджанской ССР. В 1984 году он стал президентом Национального олимпийского комитета Азербайджана, а с 1986 года первым заместителем начальника Управления по обслуживанию дипломатического корпуса МИД СССР. С 1988 года — заведующий отделом организационно-партийной работы ЦК КП Азербайджана. Являлся членом ЦК Компартии Азербайджанской ССР, депутатом Верховного Совета Азербайджанской ССР трёх созывов. С августа 1989 по 13 сентября 1991 года — председатель Комитета государственной безопасности Азербайджанской ССР (КГБ Азербайджана).
Являлся участником проводимых в январе 1990 года советскими войсками мероприятий в Баку, закончившихся гибелью более сотни мирных жителей, в основном азербайджанцев.

### В отставке
С приходом к власти в стране сторонников Народного фронта, Гусейнов был арестован. Его обвинили в «способствовании направлению войск МВД СССР и советской армии, что послужило поводом для принятия указа о чрезвычайном положении в Баку», а также в том, что в январе 1990 года «через сотрудников группы 'Альфа' КГБ СССР с целью ослабления Азербайджанского государства и лишения населения правдивой информации о происходящих событиях организовал взрыв энергоблока на Азербайджанском телевидении и радиовещании» и нанёс государственный ущерб в размере 260 тыс. руб. Следствие также установило, что по его распоряжению жене одного из сотрудников КГБ, которая являлась армянкой по национальности, поменяли паспорт, сменив национальность, имя и отчество на азербайджанские. Доказать вину бывшего председателя КГБ Азербайджана не удалось и в 1993 году он был освобождён. В 1996 году в интервью газете Коммерсантъ Гусейнов так прокомментировал выдвинутые против него обвинения:
"Предъявленные обвинения противоречат просто здравому смыслу. Советские войска, к примеру, с 1920 года не покидали территории Закавказья. Что касается взрыва энергоблока на телевидении, то КГБ не имеет к нему никакого отношения. Группа 'Альфа' никогда не находилась у меня в подчинении. Более того, нами и было возбуждено уголовное дело по факту взрыва. Изменения в паспорте жены некоего Алиева были произведены не по моей личной инициативе, а согласно указанию КГБ СССР о мерах по усилению собственной безопасности сотрудников КГБ и членов их семей.

Впрочем, мне ещё в конце 1994 года стало известно об указании Гейдара Алиева сфабриковать уголовное дело. Я, к примеру, знаю, что осенью 1995 года к бывшему начальнику оперативно-технического отдела КГБ Азербайджана (сейчас он руководитель одного из подразделений налоговой службы России) приехал его коллега по КГБ и от имени азербайджанских властей предложил следующее. Ему дают трёхкомнатную квартиру и 150 тыс. $ за показания о том, что он получил от меня приказ о прослушивании телефонных разговоров Ханбабаева. Когда он отказался, сумма была увеличена вдвое. Но он всё равно не взял".
После освобождения Вагиф Гусейнов перебрался в Москву. Принял российское гражданство. 17 января 1996 года прокуратура Азербайджана обвинила Вагифа Гусейнова в убийстве директора издательства «Азернешр» Аждара Ханбабаева в 1990 году, должностном подлоге и организации взрыва на телевидении и потребовала от России экстрадировать его на родину, но Генпрокуратура России отказала в выдаче бывшего председателя КГБ.

### Деятельность в Москве
В 1997 году Гусейнов совместно с главным редактором газеты «Санкт-Петербургские ведомости» О. Кузиным создал информационное агентство «Росбалт», с 1997 года по 1999 год был председателем Совета директоров этого агентства. С 1998 года он член Совета по внешней и оборонной политике, а с 2000 года — директор Института стратегических оценок и анализа. Член Российско-китайского Комитета дружбы, мира и развития, а также член правления Совета Средиземноморско-Черноморских исследований (Институт Европы РАН), член правления общества «Россия — Германия».
Умер 3 июня 2024 года в возрасте 81 года.

## Награды
- Орден Трудового Красного Знамени[2]
- Орден Дружбы народов[2]